# Ernst Kuipers
Ernst Johan Kuipers (ur. 14 grudnia 1959 w m. Meppel) – holenderski lekarz i naukowiec, gastroenterolog, profesor, przewodniczący rady dyrektorów uniwersyteckiego centrum medycznego Erasmus MC, w latach 2022–2024 minister zdrowia, zabezpieczenia społecznego i sportu.

## Życiorys
W 1978 ukończył szkołę średnią w Emmeloord. Podjął w tym samym roku studia z zakresu chemii na Uniwersytecie w Groningen, w następnym roku rozpoczął na tej uczelni studia medyczne, których absolwentem został w 1986. Specjalizował się w zakresie gastroenterologii, doktoryzował się w 1995 na Wolnym Uniwersytecie w Amsterdamie na podstawie pracy poświęconej schorzeniom żołądka.
W latach 1995–1997 pracował naukowo na Vanderbilt University w Nashville, następnie do 2000 był zatrudniony w VUmc, szpitalu uniwersyteckim przy Wolnym Uniwersytecie w Amsterdamie. W 2000 objął stanowisko profesora w Erasmus MC, uniwersyteckim centrum medycznym afiliowanym przy Uniwersytecie Erazma w Rotterdamie. Kierował tam katedrami gastroenterologii i hepatologii oraz chorób wewnętrznych. W 2012 dołączył do rady dyrektorów całej instytucji, a w 2013 powierzono mu stanowisko jej przewodniczącego. W 2015 wszedł w skład zarządu Landelijk Netwerk Acute Zorg, krajowej sieci ds. doraźnej opieki zdrowotnej; został przewodniczącym tej instytucji.
Członek m.in. American Gastroenterological Association, autor publikacji naukowych, w tym poświęconych bakteriom Helicobacter pylori. Popularyzator populacyjnych badań przesiewowych w Holandii w kierunku raka jelita grubego. W 2020 w trakcie pandemii COVID-19 zainicjował powołanie Landelijk Coördinatiecentrum Patiënten Spreiding, instytucji zajmującej się koordynowaniem rozmieszczenia chorych na COVID-19 pacjentów w holenderskich szpitalach.
W styczniu 2022 w czwartym gabinecie Marka Ruttego jako przedstawiciel ugrupowania Demokraci 66 objął stanowisko ministra zdrowia, zabezpieczenia społecznego i sportu. Urząd ten sprawował do stycznia 2024.